# 柴村仁
柴村 仁（しばむら じん）は、日本の小説家である。近畿生まれ、日本海育ち。女性。蟹座のB型。第10回電撃ゲーム小説大賞金賞を受賞し、受賞作の『我が家のお稲荷さま。』でデビュー。

## 作品リスト

### 由良シリーズ
1. プシュケの涙（2009年1月 電撃文庫／2010年2月 メディアワークス文庫／2014年10月 講談社文庫）
2. ハイドラの告白（2010年3月 メディアワークス文庫）
3. セイジャの式日（2010年4月 メディアワークス文庫）
4. ノクチルカ笑う（2014年10月 講談社文庫）

### キソ会長シリーズ
1. おーい！キソ会長（2009年12月 トクマ・ノベルズEdge／2011年2月 徳間文庫）
2. めんそーれ！キソ会長（2011年5月 徳間文庫）

### 市シリーズ
1. 夜宵（2011年11月 講談社BOX／2013年10月 講談社文庫）
2. 宵鳴（2013年10月 講談社BOX）
3. 鳴夜（2015年4月 講談社BOX）

### オコノギくんは人魚ですので
1. オコノギくんは人魚ですので 1（2012年12月 メディアワークス文庫）
2. オコノギくんは人魚ですので 2（2013年4月 メディアワークス文庫）

### ノンシリーズ
- E.a.G.（2007年2月 電撃文庫）
- ぜふぁがるど（2008年2月 電撃文庫）
- 4Girls（2011年1月 メディアワークス文庫）
- 雛鳥トートロジィ（2012年8月 メディアワークス文庫）

### ノベライズ
- 虫籠のカガステル（2020年1月 - 3月 徳間書店 上下巻）- 原作：橋本花鳥

### アンソロジー収録
- タカチアカネの巧みなる小細工（『まい・いまじね〜しょん 電撃コラボレーション』2008年8月 電撃文庫）
- ×××さんの場合（『19 ナインティーン』2010年12月 メディアワークス文庫）

### 漫画原作

#### コミカライズ
- 我が家のお稲荷さま。（2007年 - 2013年 電撃コミックス 全11巻）